# پائولو آسربیس
پائولو آسربیس (انگلیسی: Paolo Acerbis؛ زادهٔ ۵ مهٔ ۱۹۸۱) بازیکن فوتبال اهل ایتالیا است.
از باشگاه‌هایی که در آن بازی کرده‌است می‌توان به باشگاه فوتبال تریستیانا، باشگاه فوتبال ویچنزا، باشگاه فوتبال لیورنو، و باشگاه فوتبال کاتانیا اشاره کرد.